# Płastok (obwód homelski)
Płastok (biał. Пласток; ros. Пласток, Płastok) – wieś na Białorusi, w obwodzie homelskim, w rejonie żytkowickim, w sielsowiecie Czyrwonaje.

## Historia
Wieś powstała w czasach sowieckich. Od 1991 znajduje się w niepodległej Białorusi.